# Kari Kjønaas Kjos

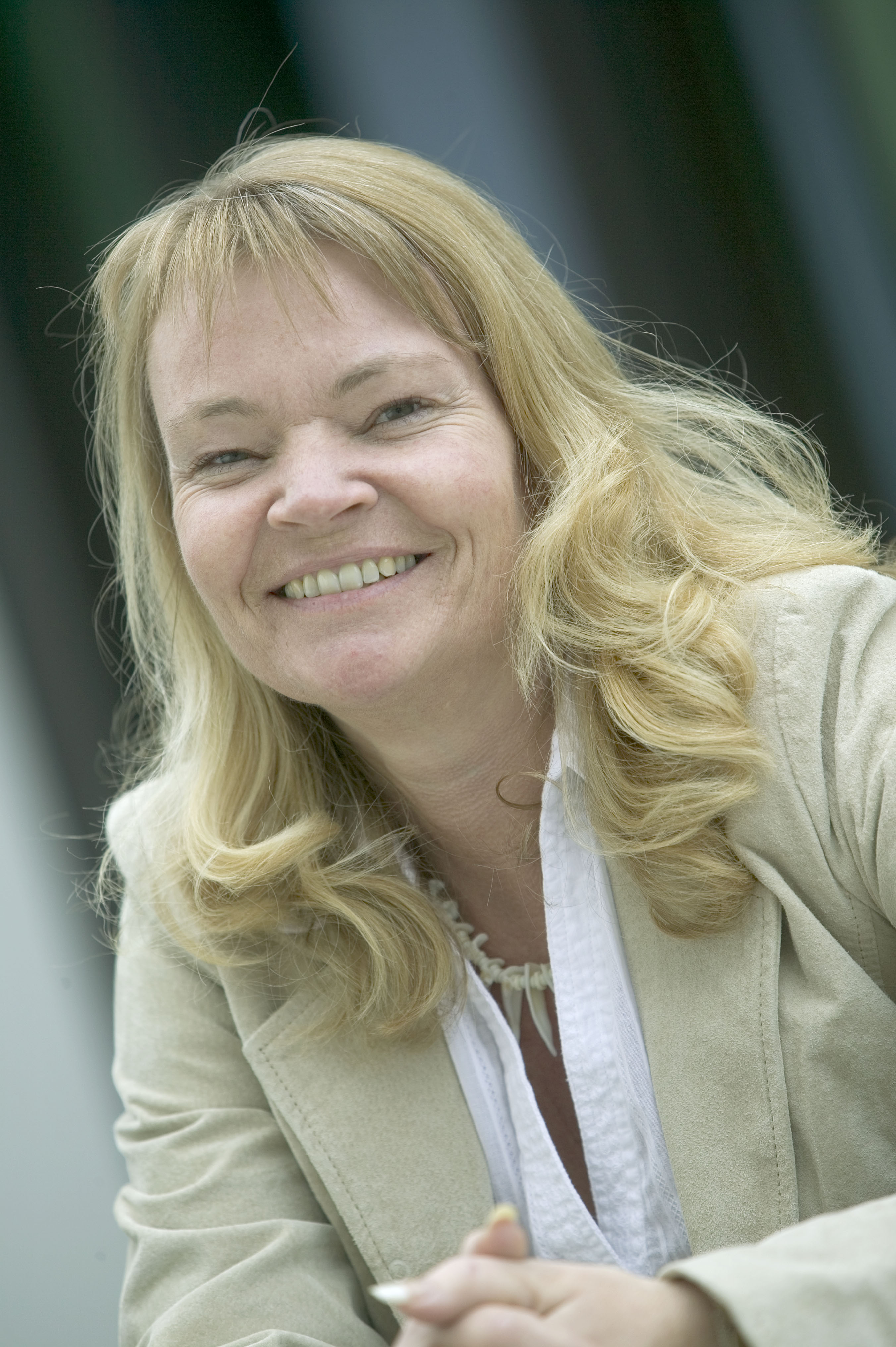
Kari Kjønaas Kjos, 2009

Kari Kjønaas Kjos (* 25. Januar 1962 in Oslo) ist eine norwegische Politikerin der rechten Fremskrittspartiet (FrP). Von 2005 bis 2021 war sie Abgeordnete im Storting.

## Leben
Nach dem Abschluss der weiterführenden Schule arbeitete Kjos zunächst als Assistentin in verschiedenen Kindergärten. Ab 1984 war sie als Sachbearbeiterin tätig. Im Jahr 1995 schloss sie ihr Studium der Betriebswirtschaftslehre an der BI Norwegian Business School ab. Anschließend war sie bis 2000 als Geschäftsleiterin tätig, bevor sie im Anschluss bis 2005 für die Fremskrittspartiet arbeitete. In den Jahren 1999 bis 2011 saß sie im Kommunalparlament von Lørenskog.
Kjos zog bei der Parlamentswahl 2005 erstmals in das norwegische Nationalparlament Storting ein. Dort vertrat sie den Wahlkreis Akershus und sie wurde zunächst Mitglied im Arbeits- und Sozialausschuss. Nach der Wahl 2009 wechselte sie in den Gesundheits- und Fürsorgeausschuss, wo sie im Anschluss an die Stortingswahl 2013 den Vorsitz übernahm. In der Legislaturperiode 2017–21 war sie bis Januar 2020 stellvertretende Vorsitzende im Kommunal- und Verwaltungsausschuss, anschließend wurde sie Mitglied im Justizausschuss. Zwischen September 2011 und September 2013 war Kjos zudem Teil des Fraktionsvorstandes ihrer Partei. Im April 2020 erklärte sie, bei der Parlamentswahl 2021 nicht erneut kandidieren wolle. In der Folge schied sie im Herbst 2021 aus dem Storting aus.